# دستگاه شوک الکتریکی خارجی خودکار
دستگاه شوک الکتریکی خارجی خودکار (به انگلیسی: Automated external defibrillator) (AED) یک وسیله الکترونیکی قابل حمل است که به‌طور خودکار آریتمی قلبی ناشی از فیبریلاسیون بطنی (VF) و تاکی کاردی بطنی پالس را تشخیص می‌دهد، و قادر به درمان آریتمی قلبی به کمک جریان الکتریکی است.
دستگاه شوک الکتریکی خارجی خودکار به گونه ای طراحی شده که با دستورهای صوتی و تصویری ساده توسط افراد بدون تخصص پزشکی مورد استفاده قرار گیرد، و استفاده از دستگاه شوک الکتریکی خارجی خودکارها در بسیاری از کلاس‌های کمکهای اولیه، امدادگری و احیاء قلبی و ریوی (CPR) و پشتیبانی اولیه زندگی آموزش داده می‌شود.
مدل قابل حمل ضربان ساز (دفیبریلاتور) در اواسط دهه ۱۹۶۰ توسط فرانک پانتریج در بلفاست، ایرلند شمالی ساخته شد.

## نشانه‌ها

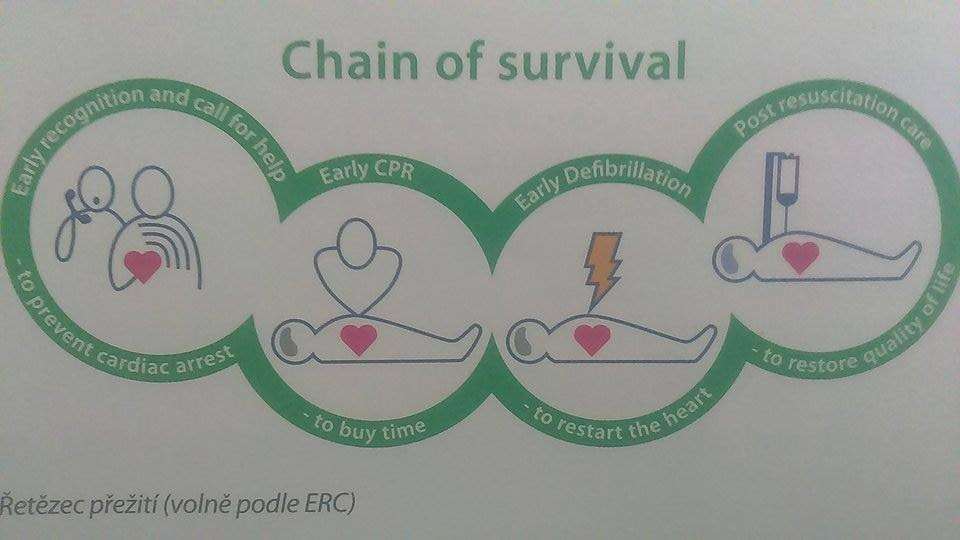
نموداری که chain of surviva را نشان می‌دهد.

### شرایطی که دستگاه درمان می‌کند
دستگاه شوک الکتریکی خارجی خودکار در آریتمی قلبی که در مواردی منجر به ایست قلبی ناگهانی می‌شود کاربرد دارد، که این شرایط مانند حمله قلبی نیست . ریتمی که دستگاه می‌تواند درمان کند معمولاً محدود است: ''
1. تاکی کاردی بطنی بدون پالس (shortened to VT or V-Tach)[۱]
2. فیبریلاسیون بطنی (shortened to VF or V-Fib)

در هر یک از این دو نوع آریتمی قلبی، قلب از نظر الکتریکی فعال است، اما این فعالیت به نحوی است که اجازه پمپاژ و گردش خون را نمی‌دهد. در تاکی کاردی بطنی، ضربان قلب بالا رفته تا خون را به‌طور مؤثر (به همه جای بدن برساند) پمپاژ کند. در نهایت، تاکی کاردی بطنی منجر به فیبریلاسیون بطنی می‌شود. در فیبریلاسیون بطنی، فعالیت الکتریکی قلب نامنظم شده و مانع پمپاژ خون از بطن می‌شود. انقباض ماهیچه‌ها در قلب با گذر زمان کاهش می‌یابد، و در نهایت منجر به آسیستول می‌شود.
دستگاه شوک الکتریکی خارجی خودکار، مانند همه دستگاه‌های دفیبریلاتور، برای ایجاد شوک در هنگامی که فرد هیچ ضربانی ندارد، طراحی نشده‌اند زیرا استفاده دستگاه در این موارد تأثیر مثبت نخواهد داشت. بیمار آستولیک تنها در صورتی زنده می‌ماند که از طریق ترکیبی از CPR و داروهای محرک قلبی، یکی از ریتم‌های ضربان برقرار شود، این امر باعث شده که تا رسیدن دستگاه دفیبریلاتور، انجام CPR ضروری باشد.

### تأثیر درمان با تأخیر
عدم درمان و رسیدگی سریع به این شرایط قلبی (تاکی کاردی بطنی، فیبریلاسیون بطنی، آسیستول) منجر به صدمات غیرقابل برگشت به مغز و حتی مرگ، با یکبار ایست قلبی می‌شود. پس از تقریباً سه تا پنج دقیقه از ایست قلبی، به مرور آسیب‌هایی در مغز و بافت ایجاد می‌شود که غیرقابل برگشت است. در ۳ دقیقه اول به ازای هر دقیقه از زمانی که فرد دچار ایست قلبی شده و درمان صورت نگرفته، احتمال زنده ماندن فرد ۷ درصد کاهش می‌یابد و با گذر زمان از ۳ دقیقه، شانس زنده ماندن ۱۰ درصد در دقیقه کاهش می‌یابد.

### مواردی که برای استفاده از دستگاه نیاز است

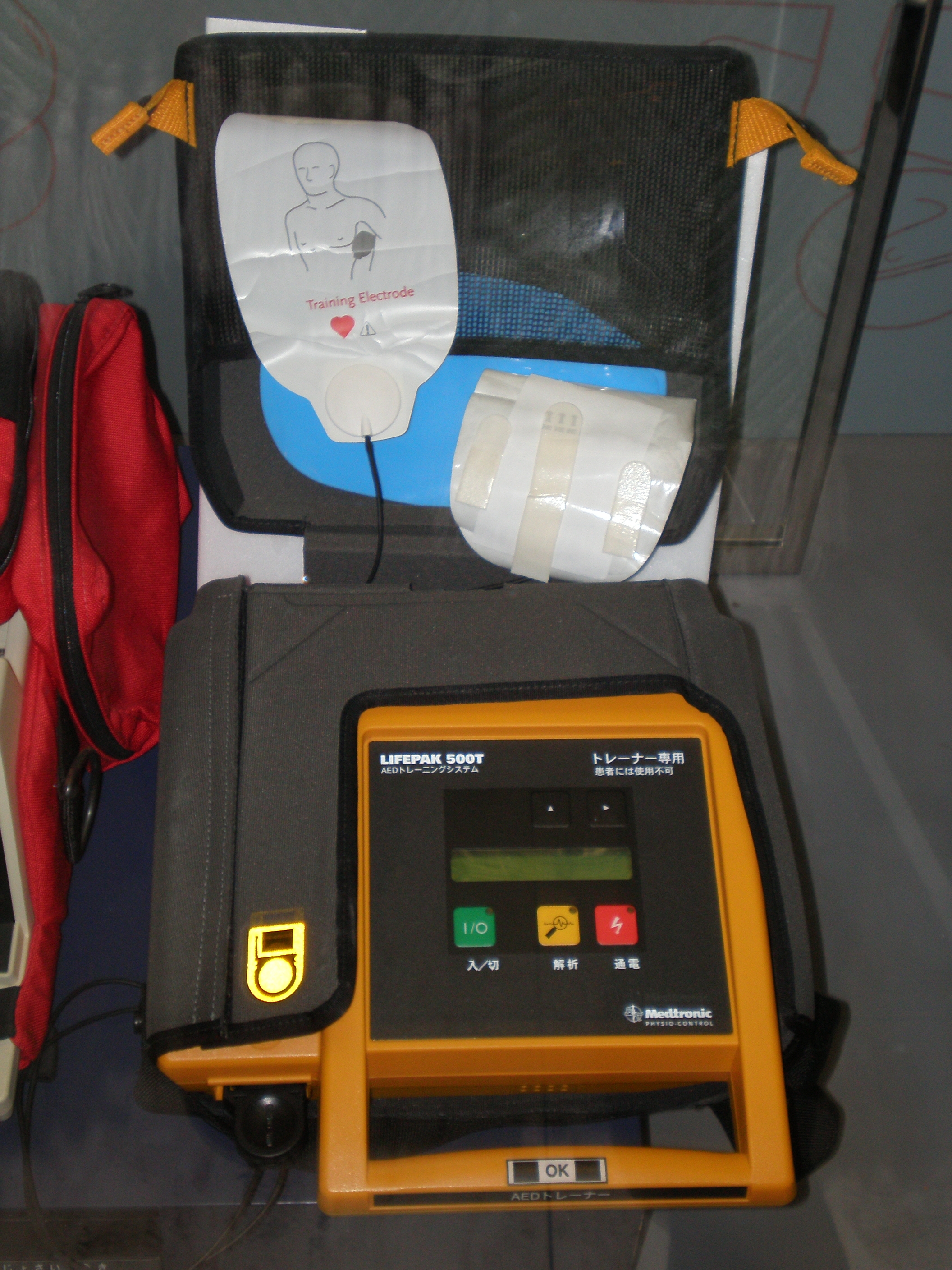
بسته آموزشی دفیبریلاتور

دستگاه شوک الکتریکی خارجی خودکار به شکلی طراحی شده که توسط افراد معمولی استفاده شود که در حالت ایده‌آل باید آموزش دستگاه شوک الکتریکی خارجی خودکار را دریافت کرده باشند. با این حال، تستی صورت گرفت که نتیجه آن به این صورت بوده‌است که، دانش آموزان کلاس ششم در مقایسه با یک اپراتور آموزش دیده که در مدت ۶۷ ثانیه دفیبریلاسیون شروع می‌کند، طی ۹۰ ثانیه مراحل دستگاه را شروع می‌کنند. دفیبریلاتورهای دستی و نیمه اتوماتیک در مقایسه با این دستگاه، پیچیده‌تر هستند که متخصصان از آن‌ها استفاده می‌کنند و در صورت ضربان قلب بسیار کند (برادی کاردی) می‌توانند به عنوان ضربان ساز عمل کنند و همچنین کارهای دیگری را انجام دهند که به یک اپراتور ماهر نیاز دارد تا بتواند الکتروکاردیوگرام را بخواند.
در مطالعه ای که به بررسی تأثیر دستگاه شوک الکتریکی خارجی خودکار صورت گرفته‌است و در طول برنامه Chicago's Heart Start طی یک دوره دو ساله انجام شده، از ۲۲ نفر، که ۱۸ نفر از آن‌ها به آریتمی قلبی مبتلا بودند و دستگاه شوک الکتریکی خارجی خودکار قادر به درمان آنها بوده و از این ۱۸ نفر، ۱۱ نفر زنده مانده بودند. از این ۱۱ بیمار، ۶ نفر توسط افراد عادی بدون هیچگونه آموزش قبلی در استفاده از دستگاه شوک الکتریکی خارجی خودکار تحت درمان قرار گرفتند.

## پیاده‌سازی

### محل قرارگیری و در دسترس بودن

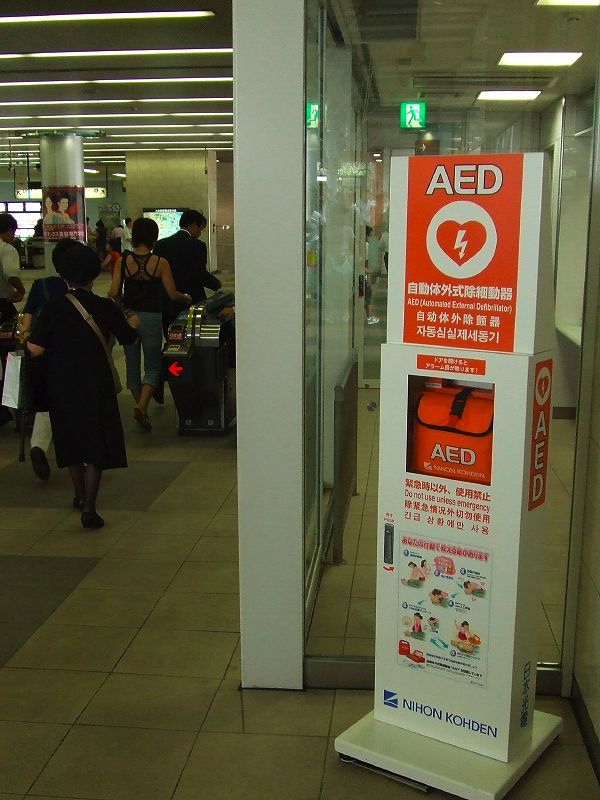
دستگاه شوک الکتریکی خارجی خودکار در یک ایستگاه راه‌آهن در ژاپن.

دستگاه دفیبریلاسیون خودکار خارجی معمولاً در جایی نگهداری می‌شود که متخصصان بهداشت و سلامت و افراد مربوط به مراکز درمانی و آمبولانس بتوانند از آنها استفاده کنند و نیز دسترسی افراد مختلف که در مکانهای عمومی از جمله دفاتر شرکتی و دولتی، مراکز خرید، رستوران‌ها، حمل و نقل عمومی و هر مکان دیگری که ممکن است افراد در آن اجتماع کنند، این دستگاه قرار دارند.
به منظور مشخص بودن دستگاه شوک الکتریکی خارجی خودکارها اغلب با رنگ روشن و در محفظه مقاوم و نزدیک ورودی ساختمان نصب می‌شوند. با باز شدن این محفظه که دستگاه در آن قرار دارد یا خروج دستگاه از آن، برخی از آنها صدایی برای آگاهی افراد نزدیک به آن بوجود می‌آورند. اپراتورهای آموزش دیدهٔ دستگاه شوک الکتریکی خارجی خودکار باید هنگام استفاده از دستگاه شوک الکتریکی خارجی خودکار با اورژانس تماس بگیرند. در سپتامبر ۲۰۰۸، کمیته بین‌المللی احیاء «یک نشانه دستگاه شوک الکتریکی خارجی خودکار جهانی» صادر کرد تا در سراسر جهان تصویب شود که حضور دستگاه شوک الکتریکی خارجی خودکار را نشان می‌دهد، و این در سمت راست نشان داده شده‌است.
خرید این دستگاه‌ها توسط کسانی که دارای شرایط قلبی شناخته شده هستند (مثل بیماران قلبی) در خانه مورد استفاده قرار می‌گیرد روز به روز افزایش می یاد. با کاهش قیمت دستگاه، تعداد دستگاه‌های موجود در جامعه افزایش یافته‌است. در بین متخصصان پزشکی این نگرانی وجود دارد که این کاربران خانگی آموزش مناسبی ندیده باشند، اما بسیاری از افراد استفاده گسترده‌تر کاربران از این دستگاه، که می‌توانند به‌طور مناسب آموزش دیده و موقعیت بحرانی را مدیریت کنند را حمایت می‌کنند.

### آماده‌سازی برای بهره‌برداری
اکثر تولیدکنندگان توصیه می‌کنند که دستگاه شوک الکتریکی خارجی خودکار را قبل از هر دوره استفاده یا به‌طور مرتب بررسی شود. برای بررسی برخی دستگاه‌ها لازم است دستگاه روشن شود و مورد آزمایش قرار گیرد. سایر مدل‌ها دارای یک سیستم خود چک هستند که دارای یک نشانگر قابل مشاهده است.
همه تولیدکنندگان پدهای الکترود، تاریخ انقضا آن‌ها بر آن حک می‌کنند، و این امر مهمی است که پدها منقضی نشد باشند. تاریخ انقضا معمولاً در قسمت خارجی پدها مشخص می‌شود. در برخی مدل‌ها برای نمایش این تاریخ یک "پنجره" طراحی شده‌است، اگرچه برخی دیگر برای یافتن تاریخ به باز کردن پوشش پد نیاز است. 
همچنین اطمینان از عدم منقضی شدن باتری‌های دستگاه شوک الکتریکی خارجی خودکار امر بسیار مهمی است. تولیدکننده دستگاه شوک الکتریکی خارجی خودکار مشخص خواهد کرد که بعد از گذشت چه زمانی باتری باید تعویض شود. هر دستگاه شوک الکتریکی خارجی خودکار دارای یک برنامه تعمیر و نگهداری متفاوت است که در کتابچه راهنمای کاربر بیان شده‌است. با این وجود، بازرسی‌های متداول در هر چک لیست شامل بررسی ماهانهٔ قدرت باتری با بررسی چراغ نشانگر سبز هنگام روشن بودن، همچنین وضعیت و تمیز بودن کلیه کابل‌ها و بررسی منابع می‌باشد.

### مکانیسم عملکرد دستگاه

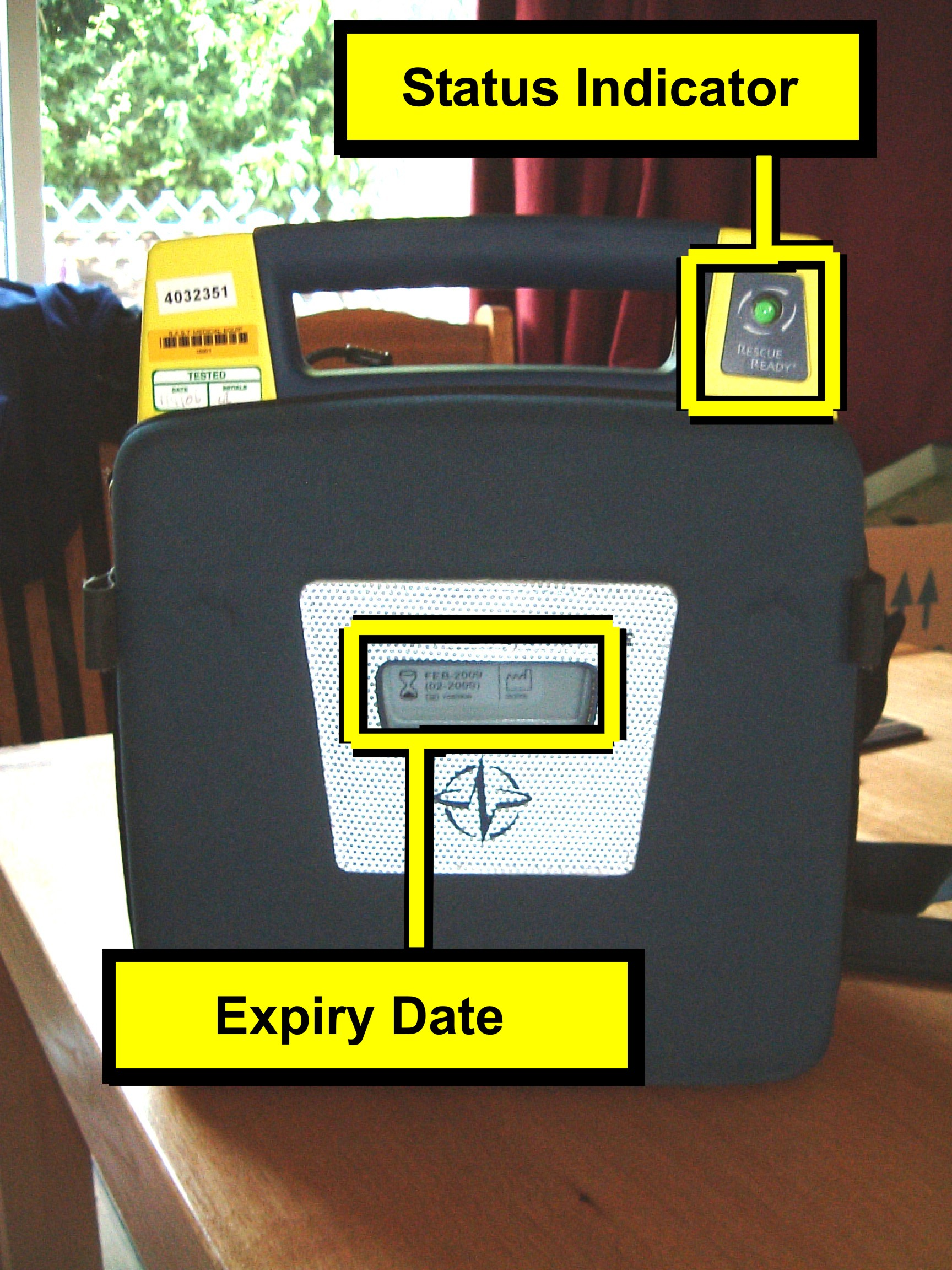
استفاده از نشانگر وضعیت و تاریخ انقضا پدکه به راحتی قابل مشاهده است در یک Cardiac Science G3 دستگاه شوک الکتریکی خارجی خودکار

دستگاه شوک الکتریکی خارجی خودکار به دلیل توانایی در تجزیه و تحلیلبه صورت مستقل از وضعیت بیمار «اتوماتیک» گفته می‌شود. برای کمک به این امر، اکثر مدل‌های مختلف دستگاه پیامهای گفتاری دارند، و برخی نیز ممکن است دارای نمایشگرهای بصری برای راهنمایی کاربر باشند.
«خارجی» به این واقعیت اشاره دارد که اپراتور پدهای الکترود را روی سینه بیمار قرار می‌گیرد (بر خلاف دفیبریلاتورهای داخلی، که دارای الکترودهایی هستند که با جراحی در داخل بدن یک بیمار کاشته می‌شوند).
دستگاه شوک الکتریکی خارجی خودکار بلافاصله پس از روشن کردن دستگاه یا باز شدن جعبه آن، به کاربر دستور می‌دهد که الکترودها (پدها) را به بیمار متصل کند. پس از اتصال پدها، هیچ‌کس نباید با بیمار در تماس باشد، تا از بوجود آمدن اشتباه اندازه‌گیری توسط دستگاه جلوگیری شود. پدها به دستگاه شوک الکتریکی خارجی خودکار اجازه می‌دهند تا سیگنال الکتریکی قلب را دریافت و بررسی کند و تشخیص دهد که بیمار در shockable rhythm (یا فیبریلاسیون بطنی یا تاکی کاردی بطنی) قرار دارد یا خیر. اگر دستگاه تشخیص دهد که بیمار نیاز به شوک دارد، خازن توسط باتری داخلی شارژ شده و دستگاه آماده برای ارسال شوک می‌شود. سیستم دستگاه نه تنها ایمن است - و در صورت نیاز شارژ می‌شود بلکه امکان تحویل سریع تر جریان الکتریکی را نیز فراهم می‌کند.
هنگامی که خازن شارژ شد، دستگاه به کاربر دستور می‌دهد تا اطمینان حاصل کند که هیچ‌کس با بیمار تماسی ندارد و سپس یک دکمه را فشار می‌دهد تا شوک الکتریکی ارسال شود. برای جلوگیری از آسیب احتمالی به فرد دیگر (که این امر می‌تواند ناشی از تماس یا پاسخگوی بیمار در هنگام شوک باشد)، معمولاً مداخله انسانی لازم است تا بتواند به بیمار شوک داد. بسته به تولیدکننده و مدل دستگاه، بعد از تحویل شوک، بیشتر دستگاه‌ها وضعیت بیمار را بررسی می‌کنند یا تشخیص می‌دهند که بیمار نیاز به CPR دارد، یا آماده می‌شوند تا شوک الکتریکی دیگری بدهد.
بسیاری از واحدهای دستگاه شوک الکتریکی خارجی خودکار دارای " event memory " هستند که ECG بیمار به همراه جزئیات زمان فعال شدن دستگاه و تعداد و قدرت شوک‌های ارسال شده به بیمار را ذخیره می‌کند. بعضی از دستگاه‌ها همچنین صدا اطراف خود را ضبط می‌کنند برای نظارت بر اقدامات انجام شده توسط پرسنل و بررسی تأثیر آن‌ها بر نتیجه احیا. تمام این داده‌های ضبط شده را می‌توان در رایانه بارگیری یا چاپ کرد تا نهاد مسئول بتوانند اثربخشی CPR و Defibrillation را ببینند. برخی از دستگاه شوک الکتریکی خارجی خودکارها حتی در مورد کیفیت فشرده سازی‌هایی که توسط نجات دهنده ارائه می‌شود، بازخورد می‌دهند.
اولین دستگاه شوک الکتریکی خارجی خودکارهای تجاری موجود همه از نوع مونوفازیک بودند که شوک الکتریکی پرانرژی داشتند، بسته به مدل آن می‌تواند، ۳۶۰ تا ۴۰۰ ژول انرژی داشته باشد. این امر باعث افزایش صدمه‌های قلبی و در برخی موارد سوختگی درجه دوم و سوم در اطراف محل‌های پد شوک می‌شد. دستگاه شوک الکتریکی خارجی خودکارهای جدیدتر (تولید پس از اواخر سال ۲۰۰۳) تمایل به استفاده از الگوریتم‌های دو فازی دارند که دو شوک با انرژی پایین‌تر به صورت متوالی از ۱۲۰–۲۰۰ ژول ایجاد می‌کنند، در حالی که هر شوک در قطب‌های متضاد بین پدها حرکت می‌کند. این شکل موج با انرژی پایین در آزمایش‌های بالینی عوارض کمتر و همچنین زمان بهبودی کمتری نسبت به روش قدیمی دارد.

### جغرافیایی

علامت جهانی دستگاه شوک الکتریکی خارجی خودکار که توسط کمیته رابط بین‌المللی احیا، در نظر گرفته شده و به عنوان ISO 7010 E010 تصویب شده‌است

یک آرم استاندارد به وضوح منتشر می‌شود. مکان در اوپن‌استریت‌مپ با برچسب emergency=defibrillator مشخص شده‌است.

## طریقه استفاده

### سادگی استفاده

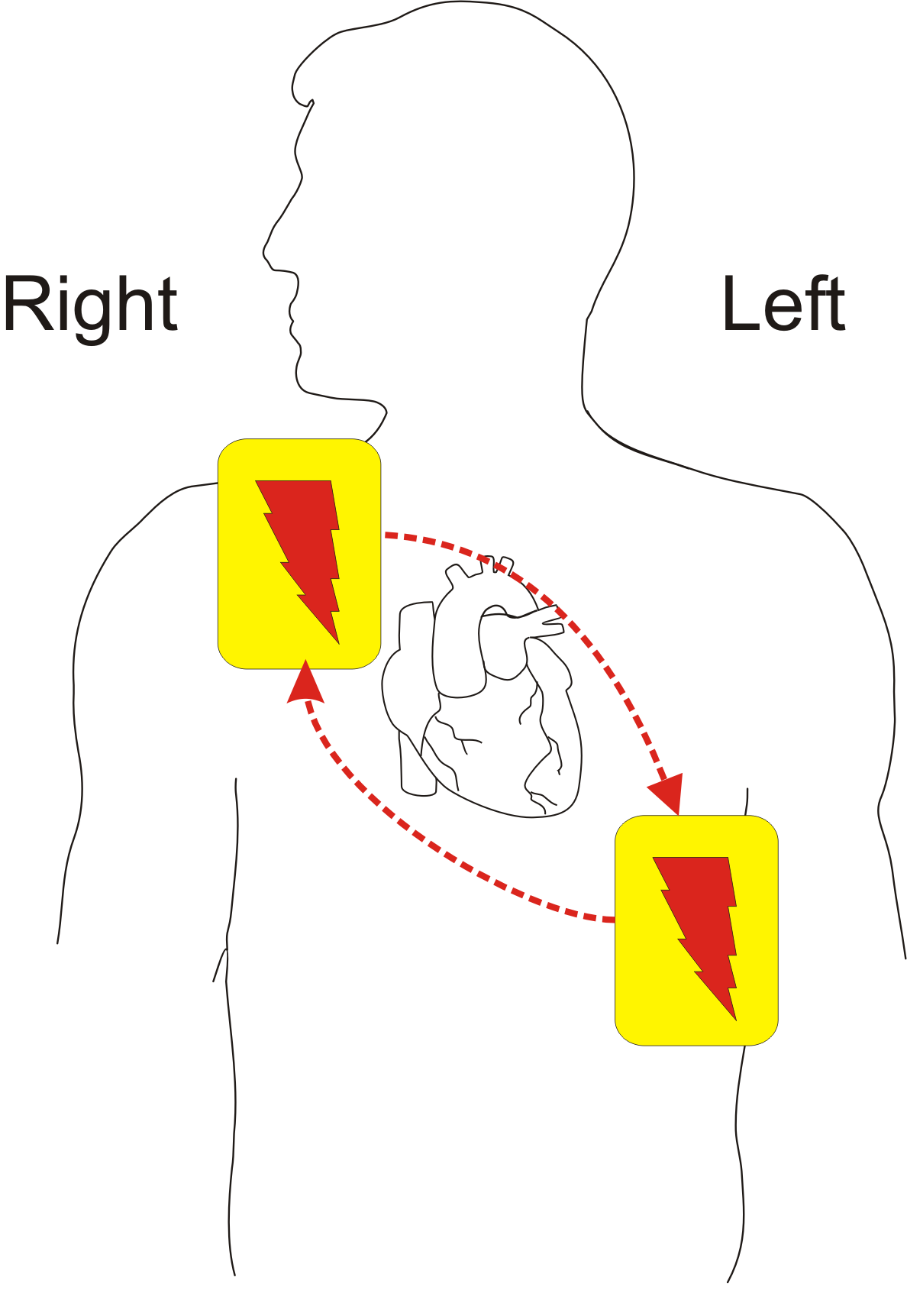
روش قرار دادن معمول پدها در سینه

دستگاه دفیبریلاتور خودکار خارجی بر خلاف دفیبریلاتورهای معمولی، نیاز به حداقل آموزش برای استفاده دارد. به‌طور خودکار ریتم قلب را تشخیص می‌دهد و نیاز یا عدم نیاز به شوک را تشخیص می‌دهد. مدل اتوماتیک، شوک الکتریکی را بدون دستور کاربر اجرا می‌کنند. مدل‌های نیمه اتوماتیک به کاربر اطلاع می‌دهند که شوک لازم است، اما کاربر باید با فشار دادن یک دکمه به دستگاه دستور این کار را بدهد. در بیشتر شرایط، کاربر نمی‌تواند توصیهٔ «عدم نیاز به شوک» که توسط دستگاه شوک الکتریکی خارجی خودکار بیان شده‌است را نادیده بگیرد. برخی از دستگاه شوک الکتریکی خارجی خودکارها مخصوص کودکان است - افرادی که وزن آن‌ها زیر ۵۵ پوند (۲۵ کیلوگرم) است یا سن آن‌ها کمتر ۸ سال است. اگر مدل خاصی از دستگاه شوک الکتریکی خارجی خودکار برای استفاده کودکان تأیید شود، تمام چیزی که لازم است استفاده از پدهای مناسب است.
همه دستگاه شوک الکتریکی خارجی خودکارهایی که برای استفاده در ایالات متحده تأیید شده‌اند، از صدای الکترونیکی استفاده می‌کنند تا کاربران از زمان انجام مرحله بعد آگاه شوند. از آنجا که ممکن است کاربر دستگاه شوک الکتریکی خارجی خودکار دارای اختلال شنوایی باشد، در حال حاضر بسیاری از دستگاه شوک الکتریکی خارجی خودکارها علاوه بر صدا شامل نشانه بصری نیز هستند. بیشتر دستگاه‌ها برای استفاده توسط اپراتورهای غیر پزشکی طراحی شده‌اند. سهولت استفاده از آنها باعث شده‌است تا مفهوم دفیبریلاسیون در دسترس عمومی (PAD) ایجاد شود.
مطالعات انحام شده نشان داده‌اند که به غیر از ایست قلبی در بیمارستان، ضربان سازهای در دسترس عموم هنگام استفاده باعث زنده ماندن ۴۰ درصد افراد بودند.

### قابلیت اطمینان
در سال ۲۰۱۲، دستگاه‌های دفیبریلاتور خودکار خارجی توسط سازمان غذا و داروی ایالات متحده (FDA) مورد بررسی قرار گرفت که طبقه‌بندی مجدد دستگاه شوک الکتریکی خارجی خودکارها را به عنوان دستگاه‌های مورد تأیید پیش از تجاری سازی کلاس III در نظر گرفت. نقص فنی در دوره ۵ ساله بین ۲۰۰۴ و ۲۰۰۹ منجر به بیش از ۷۵۰ مرگ و میر شد، که در بیشتر موارد به علت خرابی قطعات یا خطای طراحی بوده‌است. در همین مدت، حداکثر ۷۰ نوع از دستگاه شوک الکتریکی خارجی خودکارها از رده خارج شده‌اند.
در ژانویه و فوریه سال ۲۰۱۵، FDA این خبر را منتشر کرد: "FDA دستور نهایی را صادر کرد که تولید کنندگان دستگاه شوک الکتریکی خارجی خودکار باید (premarket approval applications (PMAs را ارسال کنند، که بررسی‌های سختگیرانه تری نسبت به گذشته بر دستگاه‌ها انجام شود. آژانس بر روی قسمت‌های مهم مورد نیاز برای اطمینان از ایمنی و قابلیت اطمینان بودن دستگاه شوک الکتریکی خارجی خودکارها و لوازم جانبی مورد نیاز آنها، از جمله باتری، الکترود پدها، آداپتورها و کلیدهای سخت افزاری برای استفاده از کودکان، متمرکز خواهد بود. "
در انگلستان این نگرانی وجود دارد که نگهداری نامناسب ممکن است دستگاه دفیبریلاتور عمومی را غیرقابل اعتماد(unreliable) کند. Henley Standard در ۲۱ ژوئیه سال ۲۰۱۷ گزارش داد که بیش از نیمی از دفیبریلاتورها در Henley-on-Thames و اطراف آن در معرض خطر خراب شدن هستند، که می‌تواند به دلیل کمبود باتری یا خراب شدن چسب پدها باشد.

## تاریخچه
برای اولین بار از دستگاه دفیبریلاتور خارجی برای انسان‌ها در سال ۱۹۴۷ توسط کلود بک مورد استفاده قرار. مدل قابل حمل دفیبریلاتور در اواسط دهه ۱۹۶۰ توسط فرانک پانتریج در بلفاست، ایرلند شمالی (که پیشگام در اقدامات فوریت‌های پزشکی است) ساخته شد.

## مطالعات موردی
در مطالعه ای که در سال ۲۰۱۷ منتشر شد، محققان در لهستان ورودی‌های اصلی ساختمان‌هایی که دارای دستگاه شوک الکتریکی خارجی خودکار بودند را انتخاب کردند، اگرچه خود محققان مکان دقیق دستگاه‌ها را نمی‌دانستند. در تمرین‌ها، حمله قلبی وانمود شده، به‌طور میانگین زمان برای آوردن دستگاه شوک الکتریکی خارجی خودکار برای بیمار ۹۶ ثانیه بود (مدت زمان آن بین ۵۲ تا ۱۴۴ ثانیه بود). که زمان هدف در اینجا سه دقیقه ای بود. در برخی موارد استفاده از دستگاه شوک الکتریکی خارجی خودکار نیازمند حضور مستمر پرسنل ساختمان بوده‌است. پیشرفت‌های این دستگاه در آینده می‌تواند شامل علائم آشکارتر و دستگاه شوک الکتریکی خارجی خودکارهایی که در دسترس عموم قرار گیرند و نیازی به فردی در آن ساختمان نداشته باشد که بتواند دستگاه را بازیابی یا استفاده کند.